# Iza Kowalewska
Izabela Kowalewska (ur. 13 marca 1977 w Gdyni) – polska piosenkarka i autorka muzyki i tekstów.
W trakcie kariery zawodowej współpracowała z wykonawcami, takimi jak Fisz, Envee, Medium, Novika, Czarny HIFI, Krzysztof Kiljański, Adam Strug, Sebastian Karpiel-Bułecka czy Bernard Maseli.

## Życiorys
Ukończyła naukę na Akademii Muzycznej im. Grażyny i Kiejstuta Bacewiczów w Łodzi oraz w warszawskim Państwowym Studium Jazzu w klasie śpiewu.
W 2002 dołączyła do składu zespołu Muzykoterapia, z którym wydała dwa albumy studyjne: Muzykoterapia (2006) i Piosenki Izy (2011).
W październiku 2013 wydała debiutancki, solowy album studyjny pt. Diabeł mi cię dał, który promowała singlem „Tango D N A” i tytułową piosenką. W 2015 wydała album pt. Nocna zmiana i została finalistką dziesiątej edycji programu rozrywkowego Polsatu Must Be the Music. Tylko muzyka.
22 stycznia 2016 wydała trzeci solowy album pt. Pod dachami Paryża. Jesienią 2018 zasiadła w komisji jurorskiej programu Polsatu Śpiewajmy razem. All Together Now. 13 marca 2019 wydała czwarty solowy album pt. Iza&LatynoscyBrothers, który promowała singlami: „Miłość, która nie ma szans” i „Dziewczyna”.
Występuje w zespole Bazarnik Drums z mężem Ryszardem i synem Antonim, z którymi w 2024 uczestniczyła w 15. edycji programu typu talent show Mam talent! w TVN.

## Dyskografia
Albumy
| Tytuł                    | Dane dot. albumu                                               |
| ------------------------ | -------------------------------------------------------------- |
| Diabeł mi cię dał        | - Data: 15 października 2013 - Wydawca: Universal Music Polska |
| Nocna zmiana             | - Data: 8 marca 2015 - Wydawca: Universal Music Polska         |
| Los jak zegar (EP)       | - Data: 13 listopada 2015 - Wydawca: Universal Music Polska    |
| Pod dachami Paryża       | - Data: 22 stycznia 2016 - Wydawca: Universal Music Polska     |
| Iza & Latynoscy Brothers | - Data: 14 marca 2019 - Wydawca: Soliton Polska                |

Single
| „Tango D N A”                                        | 2013 | –  | Diabeł mi cię dał |
| „Diabeł mi cię dał”                                  | 2014 | 9  | Diabeł mi cię dał |
| Czarny HIFI – „Nadzieja” (gościnnie: Iza Kowalewska) | 2014 | 2  | Nokturny & demony |
| „Nocna zmiana kobiet”                                | 2015 | 18 | Nocna zmiana      |
| „Paroles, paroles” (gościnnie: Adam Strug)           | 2016 | 3  | Los jak zegar     |
| „Nie masz cwaniaka nad warszawiaka” (oraz Pako Sarr) | 2016 | 19 | —                 |
| „Tango kat” (oraz Natalia Grosiak i Maja Kleszcz)    | 2016 | 19 | —                 |
| „Miłość, która nie ma szans”                         | 2019 |    |                   |
| „Dziewczyna”                                         | 2019 |    |                   |
| „—” singel nie był notowany.                         |      |    |                   |

Inne
| Album                                        | Rok  | Uwagi                                                                        | Źródło |
| -------------------------------------------- | ---- | ---------------------------------------------------------------------------- | ------ |
| Emade – Album producencki                    | 2003 | gościnnie śpiew w utworze „Jesteś tylko”                                     | [ 13 ] |
| Tworzywo Sztuczne – Wielki ciężki słoń       | 2004 | chórki                                                                       | [ 14 ] |
| Fisz i Envee – Fru!                          | 2005 | gościnnie śpiew w utworach „Idzie miłość”, „Chodźmy w deszcz” i „Tłusty bit” | [ 15 ] |
| Fisz i Envee – Kryminalny bluez              | 2005 | gościnnie śpiew w utworze „Tłusty bit”                                       | [ 16 ] |
| POE (Projekt Ostry Emade) – Szum rodzi hałas | 2005 | gościnnie śpiew w utworze „Korale”                                           | [ 17 ] |
| Jamal – Rewolucje                            | 2005 | gościnnie śpiew w utworze „Dub”                                              | [ 18 ] |
| Asfalt Records 1999-2009                     | 2009 | gościnnie śpiew w utworach „Jesteś tylko” i „Tłusty bit”                     | [ 19 ] |
| Medium – Graal                               | 2012 | gościnnie śpiew w utworze „Nieśmiertelnik”                                   | [ 20 ] |
| Czarny HIFI – Nokturny & demony              | 2014 | gościnnie śpiew w utworach „Nadzieja” i „Trudne szczęścia”                   | [ 21 ] |